# مزرعة المطرية
مزرعة المطرية هي إحدى القرى اللبنانية من قرى قضاء صيدا في محافظة الجنوب.